# いけださくら
いけだ さくらは、日本の漫画家 女性。

## 人物
SNSで1日1回落書きのイラストを上げている。
主に「ストライクウィッチーズ」「ブレイブウィッチーズ」など。
好きな物・和食　「納豆ご飯」 
趣味・パズル　小物作り　TVゲーム

## 主な作品

### 連載
- 俺の妹がこんなに可愛いわけがない（アスキー・メディアワークス『電撃G's magazine』、全4巻）
- 俺の後輩がこんなに可愛いわけがない（アスキー・メディアワークス『電撃G's magazine』、全6巻）
- シーグラス（少年画報社『月刊ヤングキングアワーズGH』2018年1月号 - 2019年1月号、全2巻）

### アンソロジー
- 俺の妹がこんなに可愛いわけがない コミックアンソロジー（アスキー・メディアワークス/電撃コミックス）
- 『アマガミ - Various Artists -』シリーズ（エンターブレイン/マジキューコミックス）
- 『マジキュー4コマ アマガミ』シリーズ（エンターブレイン/マジキューコミックス）

### 成年コミック
- むにちち （コアマガジン/メガストアコミックス）

### その他
- とある科学の超電磁砲5巻特装版付録『偽典・超電磁砲』掲載「とある部室の映像中毒（ファナティック）」イラスト（2010年6月）
- スマートフォンアプリゲーム『アサルトリリィ Last Bullet』 「リリィ・イン・ザ・スパ！」 『クリエイターズコラボ-長湯のあとには-』